# Herminia umbrosalis
Herminia umbrosalis är en fjärilsart som beskrevs av Otto Staudinger 1892. Herminia umbrosalis ingår i släktet Herminia och familjen nattflyn. Inga underarter finns listade i Catalogue of Life.